# Swami Kuvalayananda
Swami Kuvalayananda, nascido Jagannatha Ganesa Gune (Dabhoi, Gujarate, 30 de agosto de 1883 – Lonavla, Maharashtra, 18 de abril de 1966) foi um pesquisador e educador indiano, que criou um método que chamou de ioga científico, através do qual pesquisou os efeitos da ioga sobre a fisiologia e sobre certas doenças, e que levou à divulgação da ioga no mundo ocidental moderno, mais afeito à racionalidade que à abordagem espiritual ou devocional.

## Biografia
Influenciado por Sri Aurobindo, ao terminar a universidade em Mumbai (antiga Bombaim) viajou pela Índia e teve contato com as massas pobres, ignorantes e doentes de espírito e de corpo. Percebendo a importância da educação, tornou-se educador.
Conheceu, através de Rajaratna Manikrao, a ioga e outros sistemas indianos de cultura física. O aspecto psico-espiritual da ioga o levou a uma busca espiritual, e encontrou seu guia, Paramahamsa Madhavdasji.
Em 1920, começou a investigar os efeitos da ioga sobre o corpo humano, no Hospital de Baroda, junto com alguns de seus alunos. Estes primeiros experimentos o convenceram de que a antiga ciência da ioga, abordada pelos métodos experimentais da ciência moderna, poderia ajudar a humanidade a revivescer física e espiritualmente. Esta se tornou a missão de sua vida.
Em 1924, fundou o Kaivalyzdhama Yoga Institute, em Lonavla. Ao mesmo tempo, passou a publicar a revista Yoga-Mimansa, em que apresentava os resultados de seu trabalho científico.
Em outubro de 1951, fundou o Gordhandas Seksaria College of Yoga and Cultural Synthesis, cujo diploma de pós-graduação em educação iogue é reconhecido pelo governo da Índia (código no. 114 046).